# 西都市立穂北小学校
西都市立穂北小学校（さいとしりつ ほきたしょうがっこう）は、宮崎県西都市大字南方にある公立の小学校。

## 概要
歴史
1891年（明治24年）に、当時の上穂北村内の小学校4校の統合により、「尋常上穂北小学校」として創立。数回の改組・改称を経て現校名になったのは1958年（昭和33年）。2026年（令和8年）には創立135周年を迎える。
校章
中央に「穂北小」の文字（縦書き）を配している。
校歌
作詞は黒木淳吉、作曲は海老原直による。歌詞は3番まであり、各番の歌詞中に校名の「穂北小」が登場する。
通学区域
「杉安町・杉安村・椿原・坂江・島内町・島内村・立野・中須・下水流・千田・山島津・山城・串木・竹尾・八重山・平原・樫長尾・牛掛・囲・千畑・杉尾　椎原・津々志・平ヶ八重・北陵・童子丸（一部）・銀上小学校区を除く東米良地区全域および片内」。中学校区は西都市立穂北中学校。

## 沿革
前史
- 明治初期 - 童子丸小学校・調殿小学校・南方小学校・北方小学校が創立。
- 1889年（明治22年）5月1日 - 町村制施行により、児湯郡4村（南方、穂北、調殿、童子丸）が合併の上、「上穂北村」が発足。

統合・上穂北小学校→穂北小学校
- 1891年（明治24年）4月 - 上記の尋常小学校4校が統合の上、「尋常上穂北小学校」（4年制）が創立（1村1校の原則による）。
- 1892年（明治25年）4月 - 「上穂北尋常小学校」に改称。
- 1896年（明治29年）5月 - 高等科（2年制）を併置の上、「上穂北尋常高等小学校」（尋常科4年・高等科2年）に改称。畑江分校・平ヶ八重分校を設置。
- 1908年（明治41年）4月 - 改正小学校令により、尋常科（義務教育年限）が4年制から6年制に改められる。旧高等科1年を尋常科5年、旧高等科2年を尋常科6年に改めたことにより、高等科が廃止される形となり、「上穂北尋常小学校」（6年制）に改称。
- 1914年（大正3年）4月 - 高等科（2年制）を併置の上、「上穂北尋常高等小学校」（尋常科6年・高等科2年）に改称。
- 1926年（大正15年）4月 - 青年訓練所が併置される。
- 1927年（昭和2年）4月 - 畑江分校が校舎を移転し、久野分校に改称。
- 1935年（昭和10年）- 青年学校令施行により、上穂北青年学校が併置される。
- 1941年（昭和16年）4月 - 国民学校令施行により、「上穂北村上穂北国民学校」に改称。尋常科を初等科に改める。
- 1947年（昭和22年）- 学制改革が行われる（六・三制の実施）。
  - 4月1日 - 国民学校初等科は、新制小学校「上穂北村立上穂北小学校」に改組・改称。
  - 5月8日 - 国民学校高等科は、青年学校普通科とともに、新制中学校「上穂北村立上穂北中学校」に改組・改称。
- 1955年（昭和30年）4月1日 - 西都町の発足に伴い、「西都町立上穂北小学校」に改称。
- 1958年（昭和33年）
  - 3月 - 学校給食を開始。
  - 11月1日 - 市制施行に伴い、「西都市立穂北小学校」（現校名）に改称。「上」が除かれる。
- 1966年（昭和41年）3月31日 - 久野分校を廃止。
- 1972年（昭和47年）3月31日 - 平ヶ八重分校を廃止。
- 1978年（昭和53年）2月 - 体育館が完成。
- 1987年（昭和62年）4月1日 - 西都市立岩井谷小学校を統合。
- 1991年（平成3年）11月 - 創立100周年記念式典を挙行。
- 1992年（平成4年）5月 - 創立100周年を記念して「修学館」が完成。
- 2007年（平成19年）3月 - 一貫教育特区に認定される。

旧・岩井谷小学校（いわいだに）
- 1878年（明治11年）4月 - 「尾八重小学校 岩井谷支校[2]」として創立。
- 1887年（明治20年）- 「簡易尾八重小学校 岩井谷分校」に改称。
- 1889年（明治22年）5月1日 - 町村制施行により、児湯郡6村（銀鏡・上揚・八重・中尾・尾八重・中之又）が合併の上、「東米良村」が発足。
- 1890年（明治23年）- 「尋常尾八重小学校 岩井谷分校」に改称。
- 1892年（明治25年）- 「尾八重尋常小学校　岩井谷分校」に改称。
- 1908年（明治41年）7月 - 「岩井谷尋常小学校」として独立。
- 時期不詳 - 高等科を併置の上、「岩井谷尋常高等小学校」に改称。
- 1941年（昭和16年）4月 - 国民学校令施行により、「東米良村岩井谷国民学校」に改称。
- 1947年（昭和22年）- 学制改革が行われる（六・三制の実施）。
  - 4月1日 - 国民学校初等科は、新制小学校「東米良村立岩井谷小学校」に改組・改称。
  - 5月8日 - 国民学校高等科は、青年学校普通科とともに、新制中学校「東米良村立東中学校」に改組・改称。小学校に併設される。
- 1962年（昭和37年）4月1日 - 東米良村が分割し、一部（銀鏡・上揚・八重・中尾・尾八重）が西都市に編入されたことにより[3]、「西都市立岩井谷小学校」（最終名）に改称。
- 1966年（昭和41年）4月1日 - 西都市立片内小学校を統合。
- 1980年（昭和55年）4月1日 - 西都市立小椎葉小学校を統合。
- 1982年（昭和57年）4月1日 - 西都市立一ツ瀬小学校と西都市立尾八重小学校を統合。
- 1987年（昭和62年）3月31日 - 西都市立穂北小学校への統合により、閉校。109年の歴史に幕を閉じる。
  - 最終所在地 - 宮崎県西都市尾八重1627番地17
  - 閉校後は、「尾八重川キャンプ場」として利用されていたが、老朽化により、2008年（平成20年）に閉鎖されている。
  - 映画「三十九枚の年賀状」のロケ地となったことで知られている。
  - 2024年（令和6年）時点で、岩井谷は穂北小学校・穂北中学校ではなく、三財小中学校の通学区域となっている。

旧・片内小学校（かたうち）
- 1902年（明治35年）4月 - 「三納尋常小学校 片内分校」として創立。
- 1908年（明治41年）7月 - 「三納尋常高等小学校 片内分校」に改称。
- 1941年（昭和16年）4月1日 - 国民学校令施行により、「三納村三納国民学校 片内分校」に改称。尋常科を初等科に改める。
- 1947年（昭和22年）
  - 4月1日 - 学制改革により、新制小学校「三納村立三納小学校 片内分校」に改組・改称。
  - 5月8日 - 「三納村立三納中学校 片内分校」が併設される。
- 1949年（昭和24年）3月31日 - 中学校分校が廃止される。
- 1953年（昭和28年）10月 - 「三納村立片内小学校」として独立。
- 1958年（昭和33年）
  - 4月1日 - 三納村が西都町に編入され、「西都町立片内小学校」に改称。
  - 11月1日 - 市制施行に伴い、「西都市立片内中学校」（最終名）に改称。
- 1966年（昭和41年）3月31日 - 西都市立岩井谷小学校への統合により、閉校。64年（独立13年）の歴史に幕を閉じる。

旧・尾八重小学校（おはえ）
- 1875年（明治8年）12月 - 「米良小学校 尾八重枝校」として創立。
- 1876年（明治9年）4月 - 「尾八重小学校」として独立。
- 1887年（明治20年）- 「簡易尾八重小学校」に改称。
- 1890年（明治23年）- 「尋常尾八重小学校」に改称。
- 1892年（明治25年）4月 - 「尾八重尋常小学校」に改称。
- 時期不詳 - 高等科を併置の上、「尾八重尋常高等小学校」に改称。
- 1941年（昭和16年）4月 - 「東米良村尾八重国民学校」に改称。
- 1947年（昭和22年）
  - 4月1日 - 学制改革により、新制小学校「東米良村立尾八重小学校」に改組・改称。
  - 5月8日 - 「東米良村立東中学校 尾八重分校」が併設される。
- 1951年（昭和26年）4月1日 - 中学校分校が「東米良村立東陵中学校 尾八重分校」に改称。
- 1962年（昭和37年）4月1日 -「西都市立尾八重小学校」（最終名）に改称。
- 1969年（昭和44年）4月1日 - 中学校分校が「西都市立尾八重中学校」として独立。
- 1982年（昭和57年）3月31日
  - 小学校が西都市立岩井谷小学校への統合により、閉校。107年の歴史に幕を閉じる。
  - 中学校が西都市立穂北中学校への統合により、閉校。35年（独立13年）の歴史に幕を閉じる。
  - 最終所在地 - 宮崎県西都市尾八重857番地2

旧・小椎葉小学校（こしいば）
- 1878年（明治11年）- 「小椎葉小学校」が創立。
- 1887年（明治20年）- 「簡易小椎葉小学校」に改称。
- 1889年（明治22年）4月 - 「尋常小椎葉小学校」に改称。
- 1892年（明治25年）4月 - 「小椎葉尋常小学校」に改称。
- 1941年（昭和16年）4月 - 「東米良村小椎葉国民学校」に改称。
- 1947年（昭和22年）4月 - 「東米良村立小椎葉小学校」に改称。
- 1962年（昭和37年）4月1日 - 「西都市立小椎葉小学校」（最終名）に改称。
- 1980年（昭和55年）3月31日 - 西都市立岩井谷小学校への統合により、閉校。102年の歴史に幕を閉じる。
  - 最終所在地 - 宮崎県西都市尾八重303番地

旧・一ツ瀬小学校（ひとつせ）
- 1962年（昭和37年）4月1日 - 東米良村立中尾小学校および猪之原分校、東米良村立八重小学校の統合により、「西都市立一ツ瀬小学校」（最終名）が開校（一ツ瀬ダム建設のため）。
- 1982年（昭和57年）3月31日 - 西都市立岩井谷小学校への統合により、閉校。20年の歴史に幕を閉じる。
  - 最終所在地 - 宮崎県西都市大字中尾150番地6

旧・中尾小学校（なかお）
- 1876年（明治9年）- 「米良小学校 中尾枝校」として創立。
- 1881年（明治14年）- 「中尾小学校」として独立。
- 1887年（明治20年）- 「簡易中尾小学校」に改称。
- 1890年（明治23年）- 「尋常中尾小学校」に改称。
- 1892年（明治25年）4月 - 「中尾尋常小学校」に改称。
- 1941年（昭和16年）4月 - 「東米良村中尾国民学校」に改称。
- 1946年（昭和21年）4月 -  猪之原分校を設置。
- 1947年（昭和22年）4月 - 「東米良村立中尾小学校」（最終名）に改称。
- 1962年（昭和37年）4月1日 - 西都市立一ツ瀬小学校への統合により閉校。86年の歴史に幕を閉じる。

旧・八重小学校（やえ）
- 1876年（明治9年）- 「米良小学校 八重枝校」として創立。
- 1881年（明治14年）- 「八重小学校」として独立。
- 1887年（明治20年）- 「簡易八重小学校」に改称。
- 1890年（明治23年）- 「尋常八重小学校」に改称。
- 1892年（明治25年）4月 - 「八重尋常小学校」に改称。
- 1941年（昭和16年）4月 - 「東米良村八重国民学校」に改称。
- 1947年（昭和22年）4月 - 「東米良村立八重小学校」（最終名）に改称。
- 1962年（昭和37年）4月1日 - 西都市立一ツ瀬小学校への統合により閉校。86年の歴史に幕を閉じる。

## 交通
最寄りのバス停留所
- 宮崎交通バス 「島の内」停留所

最寄りの幹線道路
- 国道219号・宮崎県道40号都農綾線 「穂北」交差点

## 周辺
- 西都市立穂北中学校
- 西都ふたば幼稚園
- 穂北保育園
- 上穂北郵便局

## 参考資料
- 「西都市史. 通史編 下巻」（2016年（平成28年）3月, 西都市）